# 887
887 је била проста година.

## Догађаји
- Википедија:Непознат датум — Владавина династије Абасида у Багдаду.
- 5. фебруар – Теодосије Роман је изабран за сиријског православног патријарха Антиохије.

- 26. август – Јапански цар Коко абдицира са престола и убрзо умире, после трогодишње владавине. Наследио га је 20-годишњи син Уда, као 59. цар Јапана.
- Град Толедо устаје против династије Омејада, у Ал-Андалузу (савремена Шпанија).
- 18. септембар — Млетачка флота под командом дужда Пјетра I Кандијана поражена од Неретљана у Бици код Макарске.
- 11. новембар - Карло III Дебели је свргнут на царској већери у Трибуру, а његов престо је преузео Арнулф од Корушке.
- 17. новембар – Источнофраначки магнати су се побунили против неспособног цара Карла III (Дебелог) на скупштини у Франкфурту и свргнули га. Његов нећак Арнулф од Корушке, ванбрачни син бившег краља Карломана од Баварске, изабран је за владара Источнофранкског краљевства. Карло предаје свој престо без борбе и повлачи се у Најдинген.
- 26. децембар – На скупштини у Павији (Северна Италија), господари Ломбардије бирају Беренгара I, унука бившег цара Луја Побожног (преко његове ћерке Гизеле), за краља Италије. Он је крунисан Гвозденом круном Ломбардије. Након свргавања Карла Дебелог, племство бира Ранулфа II за војводу (или 'краља') Аквитаније.

- У Византији је почело издавање Василике.
- Израђен је један од најстаријих споменика јерменске књижевности, Лазарево јеванђеље.
- Источно франачко и Западнофранкско краљевство, које је 884. године ујединио Карло III Дебели, поново су подељене на два краљевства.
- У Шаблију је изграђена крипта за сахрањивање моштију светог Мартина.
- Гифред I (гроф од Барселоне) основао је манастир Сант Јоан де лес Абадесес.
- Монаси Колумбијци, пловећи са Исланда, стигли су до Нове Шкотске и тамо основали колонију.
- Хазарски каган је ушао у савез са Огузима против Печенега.

## Смрти
- Википедија:Непознат датум — Босо Провансалски , краљ Провансе